# 巴斯蒂安·奧奇普卡
巴斯蒂安·奧奇普卡（德語：Bastian Oczipka，1989年1月12日—）是德國的一位足球運動員。在場上司職左後衛。現效力於德甲球隊柏林聯盟。

## 外部連結
- Bastian Oczipka at transfermarkt.de （德文）
- fussballdaten.de：Bastian Oczipka之統計數據 （德文）
- Soccerway資料庫：巴斯蒂安·奧奇普卡